# Dasylirion palaciosii
Dasylirion palaciosii är en sparrisväxtart som beskrevs av Jerzy Rzedowski. Dasylirion palaciosii ingår i släktet Dasylirion, och familjen sparrisväxter. Inga underarter finns listade i Catalogue of Life.